# برج اسپایر

برج اسپایر، دوحه

برج اسپایر، (به انگلیسی: Aspire Tower) که به نام برج مشعل نیز شناخته می‌شود، آسمان‌خراش ۵۰ طبقه به ارتفاع ۳۰۱ متر، مساحت زیربنای آن ۳۵٬۰۰۰ متر مربع (۳۸۰٬۰۰۰ فوت مربع)، با کاربری مسکونی-تجاری است، که در شهر دوحه، قطر مستقر می‌باشد. پروژه ساخت این برج در آوریل سال ۲۰۰۵ آغاز شد و در سپتامبر سال ۲۰۰۷ تکمیل و افتتاح گردید.این برج در سال ۲۰۰۶، مشعل بازی‌های آسیایی بوده‌است. اتاق‌های این برج با تمام امکانات رفاهی به سبک هتل‌های ۵ ستاره ایجاد شده‌است. یک استخر پانورامیک در طبقه نوزدهم و یک رستوران گردان هم در بالاترین بخش این برج قرار دارد.